# 227
227 је била проста година.

## Догађаји
- Сеј Салустије је погубљен због покушаја убиства свог зета, цара Александра Севера. Салустијева ћерка, као и Александрова жена, Салустија Орбијана, прогнана је у Либију.
- У Ирској почиње владавина високог краља Кормака Мак Аирта.
- Краљ Ардашир I припаја своју нову империју од истока до северозапада. Он са својом војском осваја провинције Хоразмију, Систан и острво Бахреин у Персијском заливу. Краљеви Кушанског царства и Турана признају Ардашира за свог господара.
- Донгчеон постаје владар над корејским краљевством Гогурјео.